# Farasan
Les illes Farasan (àrab: جزر فرسان, juzur Farasān) són un arxipèlag coral·lí de la mar Roja, sota sobirania de l'Aràbia Saudita, a la província de Jizan i a uns 40 km de la costa. És la primera àrea protegida del país i és la llar de la gasela de l'illa Farsan, que anteriorment s'havia considerat extinta. A l'hivern les aus que emigren d'Europa hi solen fer els nius. Té una superfície de 696 km² i una població d'uns 10.000 habitants. L'illa principal es coneix també amb el nom de Farasan (Farsan al-Seguir, «Petit Farsan»), igual que la ciutat principal. La segona illa s'anomena Sajid (Farsan al-Kabir, «Gran Farsan») i la següent més gran Zufar. La resta són illes menors.
Els otomans hi van construir una mesquita. Antigament es practicava a les illes la pesca d'ostres perlíferes. Alemanya hi va tenir una estació carbonífera. El 1917 les illes pertanyien al xerif de la Meca, senyor del Hijaz, que les va bescanviar per la vila d'al-Qunfudhah amb l'emir idríssida de Sabya, Muhàmmad. El 1926 els idríssides van vendre les illes a Gran Bretanya, però el tractat mai no fou ratificat en ser annexionat l'emirat idríssida al regne del Najd i el Hijaz, embrió de la futura Aràbia Saudita.